# Katedrála Sayidat al-Nejat (Bagdád)
Katedrála Sayidat al-Nejat, též Katedrála Panny Marie Matky spásy (arabsky كاتدرائية سيدة النجاة) v Bagdádu je katedrálním kostelem Syrské katolické církve. Nachází se v městském obvodu Karrada a patří k největším kostelům v Bagdádu.
Po tříleté výstavbě byla katedrála vysvěcena 17. března 1968.
Katedrála byla roku 2004 a 2010 dějištěm dvou teroristických útoků; v roce 2010 tu bylo atentátníky ISIS zabito několik desítek lidí, včetně žen a dětí. Dva kněží, kteří při útoku zemřeli, jsou pochováni v kryptě katedrály a dalších padesát obětí (křesťanů i muslimů) připomíná mramorový památník. Katedrála po útoku prošla obnovou a 14. prosince 2012 byla opětovně vysvěcena.
V březnu 2021 katedrálu navštívil papež František.